# MaltaPost
MaltaPost p.l.c. è un'azienda privata maltese che gestisce il servizio postale della nazione su licenza del governo maltese. È membro della Small European Postal Administrations Cooperation dal 1998 e dell'Unione postale universale ed è quotata presso la Malta Stock Exchange.

## Storia

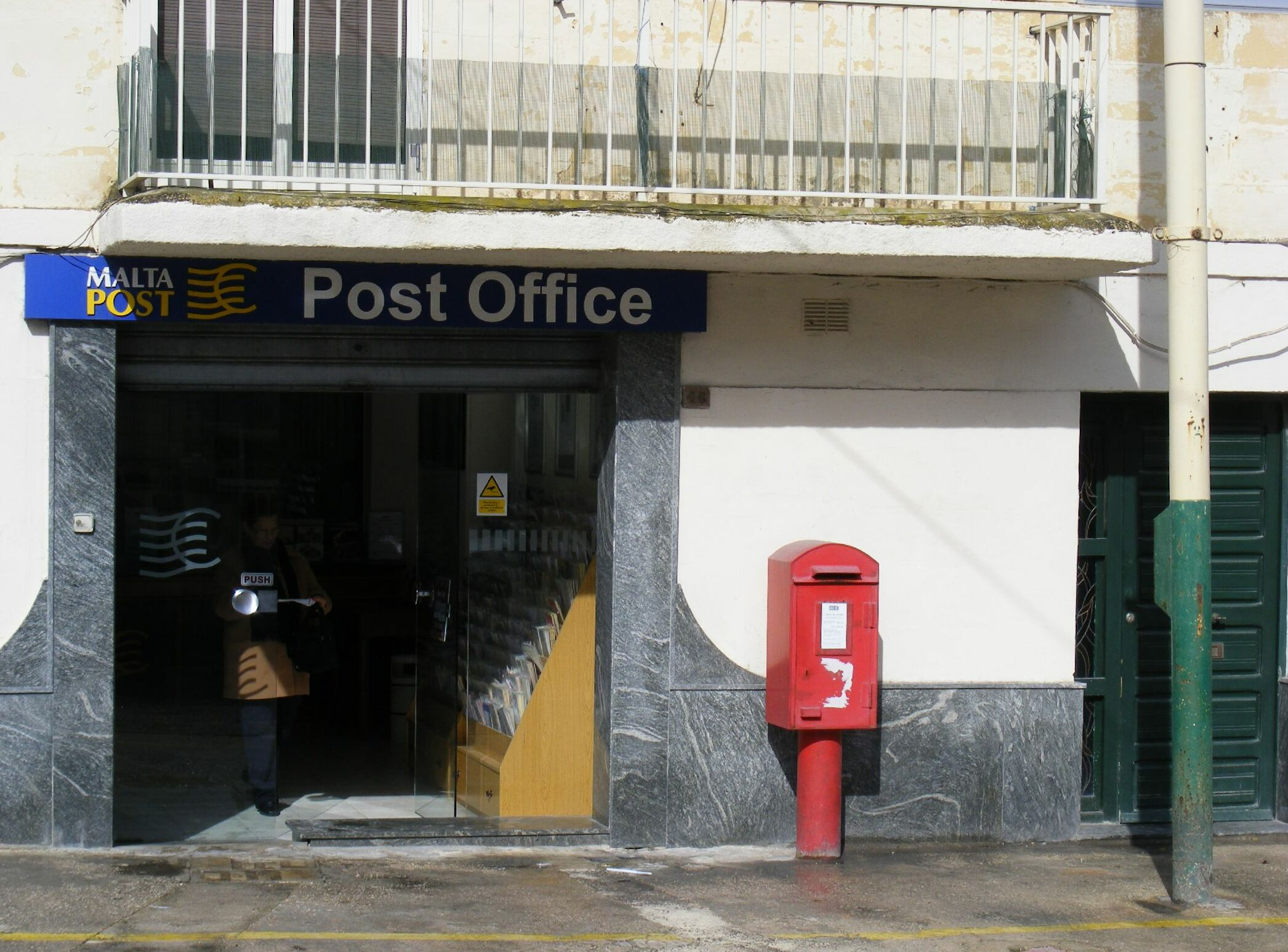
Ufficio postale di Birzebbugia.

MaltaPost è stata registrata il 16 aprile 1998 dal governo maltese e ha iniziato ad essere operativa a partire dal 1º maggio 1998 in seguito alla liquidazione di Posta Ltd.
Nel 2002 è iniziata la progressiva privatizzazione del capitale sociale con la vendita del 35% alla società Transend Worldwide, controllata da New Zealand Post. Nel 2007 il governo maltese ha venduto un altro 25% alla banca Lombard Bank, poi divenuta azionista di maggioranza con l'acquisto della quota detenuta da Transend Worldwide, mentre il rimanente 40% è stato quotato alla Borsa di Malta.